# Plaza de toros de Toledo
La plaza de toros es un coso taurino de la ciudad española de Toledo

## Historia
En la que fuera capital del Imperio aún se conserva por escrito la lidia de una corrida de toros en el año 1566, con motivo del nacimiento de la infanta Clara Eugenia, hija de Felipe II. En aquel mismo escenario años más tarde, concretamente en 1572 se celebraron dos grandes festejos taurinos que causaron sensación: la primera fue con motivo de la gran victoria de Lepanto y la segunda con el nacimiento del príncipe Fernando.
Durante muchos años, hasta 1865, las corridas se celebraban en la plaza de Zocodover, espina dorsal de la ciudad castellana, en ocasiones sonadas. Es en el siglo XIX cuando surge la nueva y definitiva plaza de toros de Toledo, situada en la carretera de Madrid. Siguiendo un diseño de Francisco Jareño su arquitecto, las obras se costearon mediante la emisión de acciones y se calcula que llegaron a ser más de trescientos los socios fundadores.

## Características
La plaza de toros presenta un estilo árabe con muros de mampostería y ocho tendidos de piedra berroqueña. En su interior podemos encontrar las instalaciones básicas, como corrales, capilla, enfermería, chiqueros, patios de caballos y meseta de toriles. Su aforo es de 8530 espectadores, por lo que se cataloga en España entre las plazas de segunda categoría. Fue estrenada el 18 de agosto de 1866, con toros de Vicente Martínez y Félix Gómez para Cayetano Sanz y El Tato, estoqueando el último Frascuelo, que curiosamente se encontraba como espectador.

## Ferias
La Feria del Corpus, que se celebra a finales de mayo y principios de junio, es la que toma mayor relevancia en Toledo. Durante dicho período se celebran numerosas corridas de toros.

## Localización
Se encuentra en la C/ Huérfanos Cristino, S/N (CP 45003), frente a los antiguos cines María Cristina.

## Espectáculos
- 07/09/2024: Robe, gira 'Ni santos ni inocentes'
- 14/07/2017: David Bisbal, 'Hijos del Mar Tour'
- 17/06/2017: Amaral, 'Gira Nocturnal'
- 31/12/2016: XXXV San Silvestre Toledana (meta instalada en el coso)
- 06/11/2016: Banda Joven Escuela Municipal de Música 'Diego Ortiz'
- 22/10/2016: IX Carrera Nocturna de Toledo (salida desde el coso)
- 14/10/2016: Malú, 'Tour Caos'
- 30/09/2016: Guardia Civil, 'Exhibición de Procedimientos Operativos'
- 11/06/2016: Estopa, 'Gira Rumbo a lo Desconocido'
- 21/05/2016: Carlos Baute
- 18/09/2015: Miguel Poveda, 'Gira Sonetos y Poemas para la Libertad'
- 15/08/2015: Julián Maeso + Supersubmarina
- 14/08/2015: Antonio Orozco, 'Gira Origen'
- 31/05/2015: Cantajuegos, 'Gira 10.º Aniversario'
- 30/05/2015: El Barrio, 'Tour Hijo del Levante'
- 29/05/2015: Melendi, 'Gira Un Alumno Más'
- 20/03/2015: Romeo Santos, 'Romeo Santos Vol 2 World Tour'
- 16/08/2014: Elefantes, 'Gira El rinoceronte' + Izal, 'Gira Agujeros de gusano'
- 15/06/2014: Malú, 'Tour Sí'
- 07/05/2011: Mariano Rajoy y María Dolores de Cospedal, mitin PP.
- 24/04/2010: El Barrio
- 30/07/2002: Rosa López, 'Gira 2002'
- 13/07/2002: Julio Iglesias, 'Gira Entre mi gente'
- 29/05/2000: Mónica Naranjo, 'Tour Minage'